# Île Koltchak
L'île Koltchak (en russe: Oстров Колчака, ostrov Koltchaka), est une île de la mer de Kara située au nord de la péninsule Chtourmanov, dans une zone de récifs du sud de l'archipel Nordenskiöld. Comparée aux autres grandes îles de la région, elle a une forme assez régulière. Sa longueur est de 21 km et sa largeur maximale est de 6,5 km. Elle est couverte de végétation de type toundra en été, mais la plupart de l'année elle est recouverte par un manteau de neige.

## Géographie
Cette île est située à 40 km de l'extrémité ouest du golfe de Taïmyr et à seulement 14 km au sud de l'île de Taïmyr. Elle est séparée de la côte la plus proche par un étroit bras de mer qui est large d'un kilomètre dans son tronçon le plus étroit.

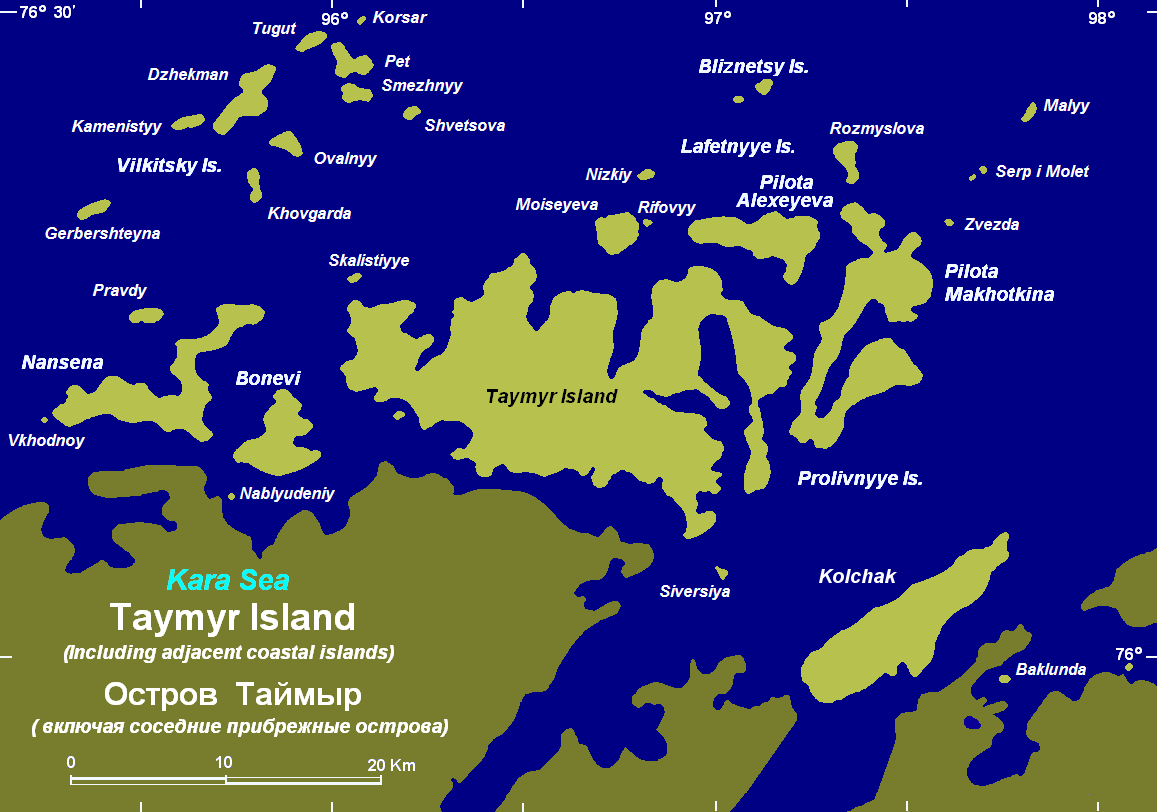
L'île Koltchak (en bas à droite de la carte)

Le climat dans la région est rude, avec de longs blizzards et de fréquentes tempêtes en hiver. La mer qui entoure l'île de Koltchak est couverte par la banquise en hiver et comporte de nombreux icebergs y compris en été, alors que la plupart de l'année elle est reliée au continent.
L'île Koltchak appartient à la division administrative du Kraï de Krasnoïarsk de la fédération de Russie et fait partie de la réserve naturelle du Grand Arctique, la plus grande réserve naturelle de Russie.

## Histoire
Cette île a été nommée en hommage à Alexandre Koltchak, son découvreur et explorateur. Il avait rejoint Edouard von Toll de l'expédition arctique 1900, qui a exploré de nombreuses îles peu connues de la mer de Kara.
L'île Koltchak est représentée pour la première fois sur une carte en 1901. En 1937, le gouvernement soviétique rebaptise l'île d'après l'explorateur russe Stepan Rastorgouïev (en), et, pendant quelques décennies, il y aura deux îles Rastorgouïev (en) en mer de Kara. Enfin, le 15 juillet 2005, l'île a été rebaptisée île Koltchak.